# Isole Vičany
Le isole Vičany (in russo острова Вичаны, ostrova Vičany) sono un gruppo di isole russe, bagnate dal mare di Barents.
Amministrativamente fanno parte del circondario cittadino (gorodskoj okrug) della città chiusa di Zaozërsk dell'oblast' di Murmansk, nel Circondario federale nordoccidentale.

## Geografia
Le isole sono situate all'ingresso e poco fuori del golfo omonimo (губа Вичаны), lungo la costa centro-meridionale del golfo Motovskij, che è parte del mare di Barents. Distano dalla terraferma, nel punto più vicino, circa 50 m.
Le Vičany sono un gruppo composto da due isole principali quattro isolotti e alcuni scogli situate lungo la costa nordorientale del golfo Vičany e poco oltre il suo ingresso.

Isolotti e scogli non hanno nome, mentre le due isole principali sono state nominate in base alla loro posizione nel gruppo: Zapadnyj Vičany (о. Западный Вичаны), l'isola occidentale, e Vostočnyj Vičany (о. Восточный Вичаны), l'isola orientale. Queste hanno forme allungate e sono entrambe orientate in direzione nordest-sudovest.
L'isola maggiore è Zapadnyj Vičany, che misura circa 2,15 km di lunghezza e 820 m di larghezza massima al centro. Raggiunge l'altezza massima di 86,3 m s.l.m. nella parte centrale, su cui è posizionato un punto di triangolazione geodetica; un'altura di 47,3 m s.l.m. si trova lungo la costa orientale.
Vostočnyj Vičany, 120 m a est di Zapadnyj Vičany, misura invece 1,45 km di lunghezza e 530 m di larghezza massima. La sua altezza massima è di 43,9 m s.l.m. Su Vostočnyj Vičany sono presenti tre laghi, il maggiore dei quali è lungo 235 m e ha una piccola isola al suo interno. Lungo la costa settentrionale si trovano uno degli isolotti che formano il gruppo e uno scoglio.
Altri due isolotti si trovano, raggruppati insieme a due scogli, circa 400 m a est di Vostočnyj Vičany, mentre l'ultimo isolotto si trova, insieme a uno scoglio, a metà strada dalle due isole principali, nella loro parte settentrionale.

## Isole adiacenti
Nelle vicinanze delle Vičany si trovano:
- Isola Bljudce (остров Блюдце), 890 m a nord di Zapadnyj Vičany, è una piccola isola ovale, orientata in direzione ovest-est. (69°29′23.8″N 32°38′01″E)
- Isola Kuvšin (остров Кувшин), 4,1 km a nordovest di Zapadnyj Vičany, è un'isola di forma allungata irregolare, che divide in due l'ingresso del golfo della Zapadnaja Lica (губа Западная Лица).[4] (69°29′56″N 32°32′20″E)
- Isola Zamogil'nyj (остров Замогильный), 4,7 km a ovest di Zapadnyj Vičany, è un'isola di forma irregolare situata nella parte settentrionale del golfo della Zapadnaja Lica. (69°29′02″N 32°30′01″E)